# Тарек Салман
Тарек Салман (араб. طارق سلمان, нар. 5 грудня 1997) — катарський футболіст, що грає на позиціях півзахисника і захисника за клуб «Аль-Садд» і національну збірну Катару, у складі якої — володар Кубка Азії 2019 року.

## Клубна кар'єра
Народився 5 грудня 1997 року. Починав займатися футболом у катарській академії ASPIRE, після чого продовжував навчання в юнацьких командах клубу «Аль-Духаїль» та іспанських «Реал Сосьєдад» і «Алавеса».
2016 року уклав професійний контракт з іспанським третьоліговим клубом «Культураль Леонеса». Так й не дебютувавши за цю команду, наступного року в статусі орендованого гравця провів свої перші ігри на дорослому рівні за «Асторгу» з четвертої іспанської ліги, а на початку 2018 року також на умовах оренди грав за «Хупітер Леонес» у п'ятому дивізіоні Іспанії.
Того ж 2018 року повернувся на батьківщину, приєднавшись на умовах оренди до «Аль-Садда».

## Виступи за збірні
2014 року дебютував у складі юнацької збірної Катару, взяв участь у 9 іграх на юнацькому рівні.
Протягом 2015—2018 років залучався до складу молодіжної збірної Катару. На молодіжному рівні зіграв у 10 офіційних матчах.
2017 року дебютував в офіційних матчах у складі національної збірної Катару. У складі збірної став учасником кубка Азії 2019 року в ОАЕ, де повністю відіграв усі сім матчів катарців на турнірі, включаючи фінальну гру проти Японії, яку його команда виграла з рахунком 3:1, здобувши свій перший в історії титул чемпіонів Азії.
| Дата       | Місто    | Господарі         | Результат | Гості | Турнір                        | Голи | Примітки |
| ---------- | -------- | ----------------- | --------- | ----- | ----------------------------- | ---- | -------- |
| 09-01-2019 | Аль-Айн  | Катар             | 2 – 0     | Ліван | Кубок Азії 2019 - 1-й етап    | -    |          |
| 13-01-2019 | Аль-Айн  | Північна Корея    | 0 – 6     | Катар | Кубок Азії 2019 - 1-й етап    | -    |          |
| 17-01-2019 | Абу-Дабі | Саудівська Аравія | 0 – 2     | Катар | Кубок Азії 2019 - 1-й етап    | -    |          |
| 22-01-2019 | Абу-Дабі | Катар             | 1 – 0     | Ірак  | Кубок Азії 2019 - 1/8 фіналу  | -    |          |
| 25-01-2019 | Абу-Дабі | Південна Корея    | 0 – 1     | Катар | Кубок Азії 2019 - чвертьфінал | -    |          |
| 29-01-2019 | Абу-Дабі | Катар             | 4 – 0     | ОАЕ   | Кубок Азії 2019 - півфінал    | -    |          |
| 01-02-2019 | Абу-Дабі | Японія            | 1 – 3     | Катар | Кубок Азії 2019 - Фінал       | -    |          |
| Усього     |          | Матчів            | 7         |       | Голів                         | 0    |          |

## Титули і досягнення

### Клубні
- Чемпіон Катару (5): 2018-19, 2020-21, 2021-22, 2023-24, 2024-25
- Володар Кубка Еміра Катару (3): 2020, 2021, 2024
- Володар Кубка наслідного принца Катару (3): 2020, 2021, 2025
- Володар Кубка шейха Яссіма (1): 2019
- Володар Кубка зірок Катару (1): 2019-20

### Збірні
- Переможець Юнацького (U-19) кубка Азії: 2014
- Володар Кубка Азії з футболу: 2019, 2024